# 巴尔德温夫雷
巴尔德温夫雷，是西班牙卡斯蒂利亚-莱昂莱昂省的一个市镇。 总面积68平方公里，总人口1,205人（2001年），人口密度18人/平方公里。